# Myrmecocichla formicivora
Myrmecocichla formicivora е вид птица от семейство Muscicapidae.

## Разпространение
Видът е разпространен в Ботсвана, Лесото, Намибия, Свазиленд и Южна Африка.